# Torre dell'Alto Lido
Torre dell'Alto Lido è una torre costiera del Salento situata nel comune di Sannicola, in località Montagna Spaccata.

## Storia e descrizione
Posta a 71 m s.l.m., venne edificata nel 1565 con funzioni difensive su progetto del viceré Don Pietro da Toledo che redasse un sistema di controllo delle coste.
La costruzione presenta un basamento tronco-conico e un corpo superiore a pianta cilindrica separato dalla base da un cordolo. Intorno si innalza una scalinata che conduce alla porta del piano superiore. L'interno ospita due ambienti a pianta esagonale, sovrapposti e comunicanti attraverso una scala ricavata nel muro.
Comunicava a nord con Torre del Fiume di Galatena, oggi nel comune di Nardò, e a sud con Torre Sabea.
Rinvenimenti di manufatti in selce, ceramiche e ossidiane testimoniano la frequentazione del sito sin dal Neolitico.